# ThoughtWorks
ThoughtWorks é uma consultoria global em tecnologia de informação (TI) que tem como foco o desenvolvimento ágil de software. A companhia tem contribuído com uma variedade de produtos de código aberto, incluindo o CruiseControl, o NUnit e o Selenium.
No Brasil, a empresa possui unidades em Belo Horizonte, Porto Alegre, Recife e São Paulo. 